# تشالقوار
تشالقوار هي بلدة في مقاطعة مريشكار في ولاية قشقداريا في أوزبكستان.